# Charles Wright Mills

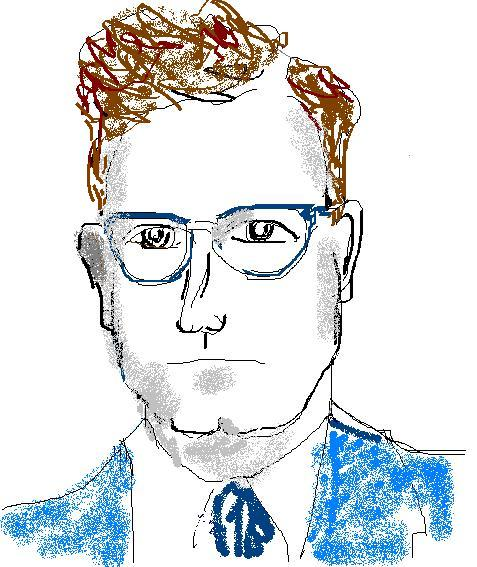
Charles Wright Mills

Charles Wright Mills (ur. 28 sierpnia 1916 w Waco w Teksasie, zm. 20 marca 1962 w Nyack w Nowym Jorku) – socjolog amerykański.

## Kariera akademicka
W 1939 ukończył studia na uniwersytecie stanowym Teksasu, dwa lata później obronił doktorat na uniwersytecie stanowym Wisconsin. Od 1946 był wykładowcą Columbia University. Charles Wright Mills utrzymywał kontakty z socjologami w Polsce, którą trzykrotnie odwiedził w latach 1957–1961.

## Koncepcje i publikacje
Był twórcą terminu wyobraźnia socjologiczna, który rozwinął w książce z 1959 r. pod tym samym tytułem, uznawanej za jedną z najbardziej wpływowych publikacji w socjologii XX wieku. Za pomocą tego pojęcia chciał poszerzyć spojrzenie jednostek na rzeczywistość, zazwyczaj ograniczone do najbliższego kręgu społecznego. Twierdził, że socjologia powinna skoncentrować się na analizie związków ludzkich biografii z historią społeczeństw w celu zrozumienia istoty oddziałujących na jednostki struktur społecznych w danym miejscu i czasie. Wyobraźnia socjologiczna to perspektywa poznawcza umożliwiająca przekroczenie ograniczonego, indywidualnego doświadczenia biograficznego („osobiste troski”) i ujęcie go w kategoriach procesów społeczno-historycznych o ponadindywidualnym charakterze („publiczne problemy”).
Pierwszą poważną pracą C.W. Millsa była redakcja pism Maxa Webera w przekładzie na język angielski (wspólnie z Hansem H. Gerthem, 1946). Jego szczególnie ważne dzieła, stanowiące swoistą trylogię analizy klasowej społeczeństwa amerykańskiego, to: Nowi ludzie władzy. Przywódcy ruchu robotniczego w Ameryce (The New Men of Power: America's Labor Leaders, 1948), Białe kołnierzyki. Amerykańskie klasy średnie (1951) oraz Elita władzy (1956). Inne ważne prace Millsa to Przyczyny trzeciej wojny światowej (1958), Słuchajcie Jankesi. Rewolucja kubańska (1960) oraz napisana wspólnie z Hansem H. Gerthem Charakter i struktura społeczna. Psychologia Instytucji społecznych (Character and Social Structure. The Psychology of Social Institutions 1953).
Mills zajmował się głównie tematyką struktury społecznej oraz refleksją nad intelektualną, moralną i polityczną rolą nauk społecznych (sam preferował określenie „badania społeczne”) we współczesnym świecie. Podejmował również problematykę stosunków politycznych, otwarcie krytykując zarówno amerykański model liberalno-kapitalistyczny, jak i radziecki socjalizm państwowy. W obu konsekwentnie poddawał krytyce etos biurokratyczny. Nie stronił od ujawniania wartości inspirujących jego pracę intelektualną, wśród których były postulaty takie, jak poszukiwanie możliwości zmiany w kierunku bardziej sprawiedliwego systemu społeczno-gospodarczego czy konieczność zażegnania groźby nowego światowego konfliktu zbrojnego między dwoma blokami geopolitycznymi okresu zimnej wojny. Mills wyrażał poparcie dla sił politycznych i ruchów społecznych gotowych podjąć te wyzwania. Z 1960 roku pochodzi jego słynny List do Nowej Lewicy opublikowany w brytyjskim czasopiśmie New Left Review.

## Prace przetłumaczone na jęz. polski
- Białe kołnierzyki. Amerykańskie klasy średnie, tłum. Piotr Graff, Warszawa 1965, Wyd. Książka i Wiedza, s. 593 (White collar. The American middle classes 1951)
- Elita władzy, tłum. I. Rafalski, Warszawa 1961, Wyd. Książka i Wiedza, s. 535, (Power elite 1956)
- Wyobraźnia socjologiczna, tłum. M. Bucholc, Warszawa 2007, Wydawnictwo Naukowe PWN, s. 376, ISBN 978-83-01-15240-6 (The sociological imagination 1959)
- Słuchajcie Jankesi. Rewolucja kubańska, tłum. Ewa Danecka, Warszawa 1961, Wyd. Książka i Wiedza, s. 268, (Listen Yankee 1960)
- Janusz Mucha C.W. Mills, Wiedza Powszechna, Warszawa 1985, s. 318, ISBN 83-214-0434-0 (wybór tekstów C.W. Millsa wraz z obszernym opracowaniem, seria Myśli i Ludzie)